# Svensk Interkontinental Lufttrafik AB
Svensk Interkontinental Lufttrafik AB (SILA) var ett flygbolag som idag ingår i Scandinavian Airlines (SAS).
SILA etablerades 1943 under namnet Svensk Interkontinental Lufttrafik AB av Wallenbergs för att starta en flyglinje mellan Sverige och England. Per Norlin blev företagets första VD och redan 25 november 1943 undertecknade han ett kontrakt med Douglas om köp av tio stycken DC-4. 
Den första civila flygningen mellan Europa och USA genomfördes 27 juni 1945 med en modifierad Boeing B-17 Flying Fortress (döpt av SILA till Jim), med mellanlandning på Reykjaviks flygplats i Island och Mingan Airport i Mingan, Québec. Senare användes flygplatserna Goose Bay eller Gander.
Under våren 1946 utgick B-17 ur bolagets flotta och ersattes av Douglas DC-4.  
SILA blev 1946 den svenska delen av SAS. SILA sammanslogs 30 juni 1948 med statsägda flygbolaget AB Aerotransport (ABA) 1948 efter en statlig utredning. Staten ägde 50% och SILA 50% av aktierna i ABA. SILA upphörde som eget flygbolag 1977, och kom därefter att endast fungera som holdingbolag för den svenska delen av SAS via dotterbolaget ABA. Ägarstrukturen i SILA ändrades 1993 när ABA blev ett helägt dotterbolag till SILA samtidigt som staten blev ägare till 50% av SILA med statens aktier i ABA som betalning. 1996 namnändrades SILA till SAS Sverige AB, och senare samma år fusionerades bolaget med ABA.